# Calliostoma foveauxanum
Calliostoma foveauxanum là một ốc biển cỡ trung bình, là động vật thân mềm chân bụng sống ở biển thuộc họ Calliostomatidae.